# Семёнов, Михаил Иннокентьевич
Михаи́л Инноке́нтьевич Семёнов (26 ноября 1938 — 18 октября 2019) — российский политик, депутат Верховного Совета СССР (1984—1989), член Совета Федерации РФ (1996—2001), депутат Народного Хурала Республики Бурятия, Председатель Народного Хурала Республики Бурятия (1994—2002).

## Биография
Михаил Семёнов родился 26 ноября 1938 года в селе Корсунгай, Нукутский район, Иркутская область. По национальности бурят.
После школы поступил в Иркутский горно-металлургический институт, который закончил в 1960 году по специальности «горный инженер».
По направлению уехал в Читинскую область, где начал работать инженером, а затем главным инженером шахты Дарасунского рудоуправления треста «Забайкалзолото».
В 1965 переехал на работу в Бурятию, на Джидинский вольфрамо-молибденовый комбинат. С этого времени вся жизнь Михаила Семёнова будет связана с этим краем. Работал мастером, начальником участка, главным инженером рудника, главным инженером комбината. В 1980 году Михаил Семёнов назначен директором комбината.
В 1985 избирается депутатом Верховного Совета СССР 11-го созыва. В 1988 году Семёнов назначается заместителем Председателя Совета министров Бурятской АССР. С этого момента начинается его политическая деятельность.
30 июня 1994 года М. Семёнов был избран депутатом Народного хурала Республики Бурятия от Закаменского района. Он был депутатом НХ РБ четырех созывов. 21 июля 1994 года, на первой сессии нового парламента, на альтернативных выборах он избран Председателем Народного хурала.
В этом качестве Семёнов стал членом Совета Федерации РФ в 1996 году. В декабре 2001 года он сложил полномочия члена Совета Федерации РФ в связи с избранием в него представителя Народного Хурала Бурятии в соответствии с новым порядком формирования верхней палаты российского парламента.
5 июля 1998 года Семёнов во второй раз избирается депутатом Народного Хурала Республики Бурятия. 20 июля 1998 года снова побеждает на выборах Председателя Народного Хурала. На этом посту он пробудет до 23 июня 2002 года.
10 марта 1999 года Михаил Семёнов избран председателем Межпарламентского совета законодательных органов государственной власти Агинского Бурятского АО, Республики Бурятия и Усть-Ордынского Бурятского АО.
Скончался 18 октября 2019 года на 81 году жизни.

## Семья
- Антонина Апполоновна — супруга
- Андрей — сын
- Юрий — сын
- Марина — дочь

## Награды и звания
- Орден Трудового Красного Знамени
- Орден Почёта
- Медаль «Ветеран труда»
- Почётная грамота Государственной Думы РФ
- Почётная грамота Совета Федерации РФ
- Заслуженный инженер Бурятской АССР
- Почётная грамота Правительства Российской Федерации (25 ноября 1998) — за большой личный вклад в социально-экономическое развитие Республики Бурятия и многолетний добросовестный труд